# Axel Ljungdahl

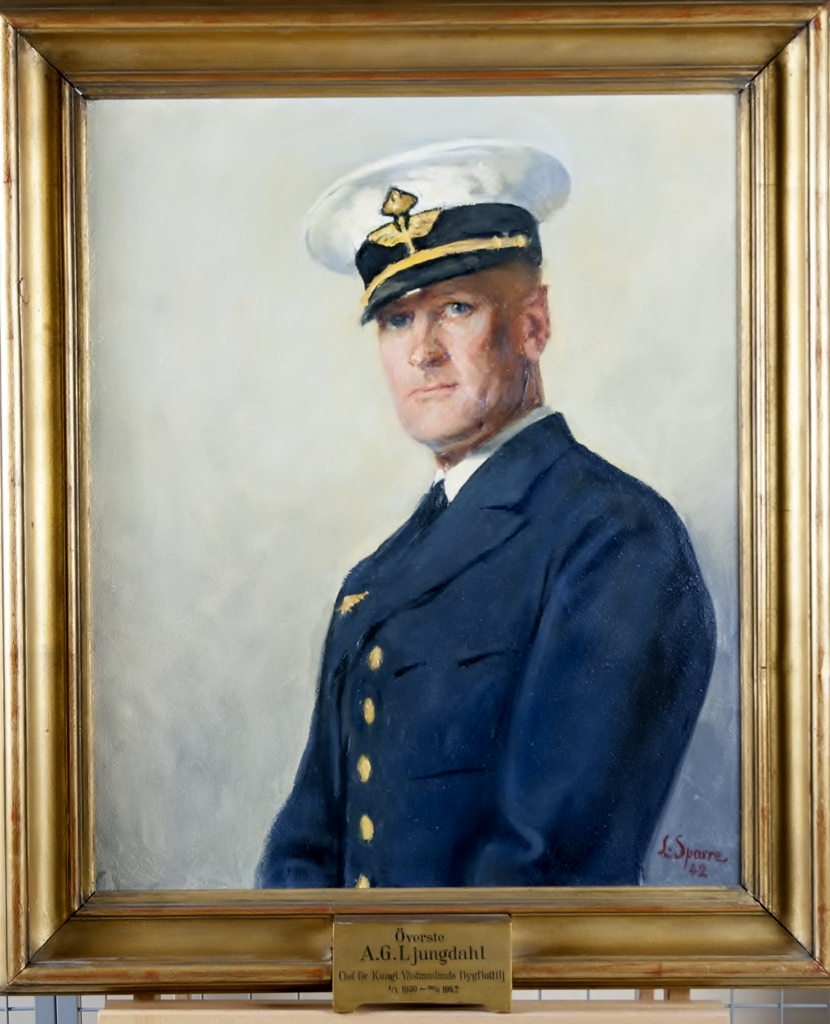
Porträt von Axel Ljungdahl

Axel Georg Ljungdahl (* 7. August 1897 in Lund; † 12. April 1995 in Stockholm) war ein schwedischer Generalleutnant.

## Leben
Axel Ljungdahl begann seine militärische Karriere in der Infanterie, wo er 1918 zum Leutnant befördert wurde. Nach der Gründung der Luftwaffe 1926 wechselte er und war von 1935 bis 1936 Militär- und Luftwaffenattaché in London. Nach seiner Rückkehr nach Schweden wurde er Geschwaderchef (F1) in Västerås von 1939 bis 1942 und Kommandeur der 3. Flygeskadern von 1947 bis 1954. Bis zur Pensionierung im Jahr 1960 war er im Anschluss Luftwaffenchef.
Im Ruhestand studierte Ljungdahl, promovierte in Religionsgeschichte 1970 und schloss ein Theologiestudium mit dem Bachelor 1975 ab.